# REScoop.eu
REScoop.eu est la fédération européenne des coopératives d'énergie renouvelable fondée en 2013. REScoop est la contraction de Renewable energy source cooperative.

## Histoire
Le 24 décembre 2013, est fondée la fédération européenne des groupements et coopératives de citoyens pour les énergies renouvelables, REScoop.EU,. Elle est constituée sous la forme d'une association sans but lucratif de droit belge, avec une portée européenne. Cet acte juridique constitue la base de l'alliance coopérative européenne en matière d'énergies renouvelables.
L'administration courante est assurée par la coopérative belge Ecopower.
En avril 2016, elle compte 20 organisations membres, composé, soit des REScoops individuelles, soit des fédérations régionales de REScoops ; dans 11 États membres européens, représentant 1 240 REScoops individuelles et 300 000 citoyens,.
Début 2019, la fédération regroupe une quinzaine de coopératives. DGRV et Buergerwerke en Allemagne, REScoop.be, REScoop Vlaanderen, REScoop Wallonie, Courant d'Air, Partago, Ecopower en Belgique.
Som Energía en Espagne, Enercoop et Énergie partagée en France, De Windvogel aux Pays-Bas.

## Positionnement
REScoop.eu plaide pour une production énergétique décentralisé, renouvelable, efficace, propre et durable avec les citoyens au cœur du projet. Elle qualifie la transition énergétique de « la transition énergétique vers la démocratie énergétique ».